# Pascal Bieler
Pascal Bieler (ur. 26 lutego 1986 w Berlinie) – niemiecki piłkarz występujący na pozycji obrońcy.

## Kariera
Bieler jako junior grał w zespołach SC Tegel oraz Hertha BSC. Grał także w pierwszej drużynie Herthy, a oprócz tego jako senior występował w drużynach Rot-Weiss Essen, 1. FC Nürnberg, SV Wehen Wiesbaden, Würzburger Kickers, Wacker Nordhausen oraz Wuppertaler SV.
W Bundeslidze rozegrał 13 spotkań, a 2. Bundeslidze wystąpił w 47 meczach i zdobył w nich 1 bramkę.
Jest byłym reprezentantem Niemiec na szczeblach U-16, U-17, U-18, U-19, U-20 oraz U-21.